# Nuevo orden
Nuevo orden è un film del 2020 scritto, diretto e montato da Michel Franco.
È stato presentato in concorso alla 77ª Mostra internazionale d'arte cinematografica di Venezia, dove ha vinto il Leone d'argento - Gran premio della giuria.

## Trama
Città del Messico, 2021: il divario tra classi sociali si fa sempre più marcato. Un matrimonio dell'alta società viene interrotto da un gruppo di rivoltosi armati e violenti, parte di una più ampia sommossa dei meno abbienti, che prendono in ostaggio i partecipanti. L'esercito messicano sfrutta il disordine causato dalle rivolte per instaurare una dittatura militare nel paese.

## Promozione
Il teaser trailer è stato pubblicato online il 24 agosto 2020.

## Distribuzione
Il film è stato presentato in anteprima il 10 settembre 2020 in concorso alla 77ª Mostra internazionale d'arte cinematografica di Venezia.
Avrebbe dovuto essere distribuito in Italia da I Wonder Pictures, prima della seconda chiusura delle sale cinematografiche a causa della pandemia di COVID-19 nell'ottobre 2020. È stato quindi distribuito in video on demand il 15 aprile 2021 e poi al cinema dal 26 aprile in seguito alla riapertura delle sale.

## Riconoscimenti
- 2020 - Mostra internazionale d'arte cinematografica[2][7][8]
  - Leone d'argento - Gran premio della giuria
  - Leoncino d'oro Agiscuola
  - In competizione per il Leone d'oro al miglior film